# Raimkul Malajbekov
Raimkul Jadoinazarovich Malajbekov –en ruso, Раимкуль Худойназарович Малахбеков– (Dusambé, URSS, 16 de febrero de 1974) es un deportista ruso, de origen tayiko, que compitió en boxeo.
Participó en dos Juegos Olímpicos de Verano, obteniendo dos medallas, bronce en Atlanta 1996 y plata en Sídney 2000, ambas en el peso gallo.
Ganó dos medallas de oro en el Campeonato Mundial de Boxeo Aficionado, en los años 1995 y 1997, y cinco medallas en el Campeonato Europeo de Boxeo Aficionado entre los años 1993 y 2002.

## Palmarés internacional
| Juegos Olímpicos   | Juegos Olímpicos         | Juegos Olímpicos  | Juegos Olímpicos |
| Año                | Lugar                    | Medalla           | Categoría        |
| ------------------ | ------------------------ | ----------------- | ---------------- |
| 1996               | Atlanta (Estados Unidos) | Medalla de bronce | 54 kg            |
| 2000               | Sídney (Australia)       | Medalla de plata  | 54 kg            |
| Campeonato Mundial |                          |                   |                  |
| Año                | Lugar                    | Medalla           | Categoría        |
| 1995               | Berlín (Alemania)        | Medalla de oro    | 54 kg            |
| 1997               | Budapest (Hungría)       | Medalla de oro    | 54 kg            |
| Campeonato Europeo |                          |                   |                  |
| Año                | Lugar                    | Medalla           | Categoría        |
| 1993               | Bursa (Turquía)          | Medalla de oro    | 54 kg            |
| 1996               | Vejle (Dinamarca)        | Medalla de plata  | 54 kg            |
| 1998               | Minsk (Bielorrusia)      | Medalla de bronce | 58 kg            |
| 2000               | Tampere (Finlandia)      | Medalla de plata  | 54 kg            |
| 2002               | Perm (Rusia)             | Medalla de oro    | 57 kg            |